# The Gordons (Musikduo)

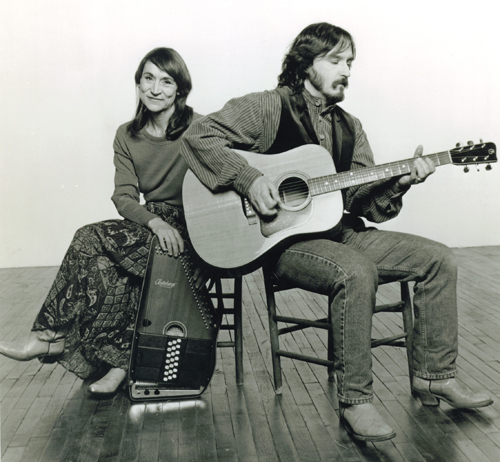
The Gordons im Jahr 2008

The Gordons sind ein Folkmusik-Duo aus Illinois, bestehend aus Roberta Gordon und ihrem Ehemann Gary Gordon. 

## Werdegang
Das Ehepaar bestreitet seit 1973 gemeinsame Auftritte und spielt mehrheitlich Country-Musik mit einem Schwerpunkt Bluegrass. Ihre ersten Tourneen führten sie zu Festivals, Bars, Clubs im Mittleren Westen. Erste Plattenaufnahmen folgten und ihre Popularität wuchs langsam auch in Europa.
1989 entstanden Aufnahmen zusammen mit Kenny Baker, Josh Graves und Wade Ray. 1996 unternahmen The Gordons eine ausgiebige Tournee durch Irland und daraus resultierte auch ihre Zusammenarbeit mit Raidió Teilifís Éireann (RTÉ). 2002 und 2008 folgten zwei weitere ausgedehnte Tourneen durch Europa.

## Diskographie
- Southern Illinois Bluegrass (1976)
- Covered Bridge (1977)
- Old Time Radio Show (1989)
- Wasn’t Born to Follow (1990)
- Best of the Gordons (1992)
- Family Bible (1995)
- End of a Long Hard Day (1997)
- Live in Holland (1997)
- Time Will Tell Our Story (2002)
- Our Time (2008)